# 黃柔甄
黃柔甄（1997年6月16日—）為臺灣女子籃球運動員。黃柔甄是苗栗客家人，出身大同國小，就讀永仁國中時率領球隊完成隊史第二次JHBL三連后，14歲時當選了U16國手，升上永仁高中一年級時繳出場均12.6分、4.8助攻、2.4抄截的表現拿下HBL助攻后以及新人后頭銜，2015年暑假當選U19國手，高中畢業後進入中國文化大學就讀。2023年9月黃柔甄表示離開國泰女籃轉戰WCBA遼寧女籃。

## 外部連結
- 黃柔甄在fiba.basketball（英语）
- 黃柔甄在archive.fiba.com（archived）（英语）